# Comté d'Elk (Pennsylvanie)
Pour les articles homonymes, voir Comté d'Elk.
Le comté d'Elk est un comté américain de l'État de Pennsylvanie. Au recensement de 2020, le comté compte 30 990 habitants. Il a été créé le 18 avril 1843, à partir des comtés de Jefferson, Clearfield et McKean et tire son nom des wapitis (aussi appelés elk aux États-Unis) qui habitent la région. Le siège du comté se situe à Ridgway.

## Démographie
| Groupe            | Comté d'Elk | Pennsylvanie | États-Unis |
| ----------------- | ----------- | ------------ | ---------- |
| Blancs            | 98          | 73,5         | 58         |
| Latino-Américains | 0,9         | 8,1          | 19         |
| Afro-Américains   | 0,5         | 10,5         | 12,1       |
| Asiatiques        | 0,4         | 3,4          | 6,2        |
| Métis             | 1           | 3,3          | 4,1        |
| Autres            | 0,2         | 0,4          | 0,5        |
| Amérindiens       | 0,2         | 0,1          | 0,9        |
| Océano-américains | 0           | 0,02         | 0,2        |
| Total             | 100         | 100          | 100        |

## Divisions

### Villes
- St. Marys

### Boroughs
- Johnsonburg
- Ridgway

### Townships
- Benezette Township
- Fox Township
- Highland Township
- Horton Township
- Jay Township
- Jones Township
- Millstone Township
- Ridgway Township
- Spring Creek Township

### Census Designated Places
- Byrnedale (Jay Township)
- Force  (Jay Township)
- James (Highland Township)
- Kersey (Fox Township)
- Weedville (Jay Township)
- Wilcox (Jones Township)

## Autres communautés
- Dagus Mines (Fox Township)
- Loleta (Millstone Township)